# Mycteridae
Čeleď Mycteridae je malá skupina brouků bez jakéhokoliv obecného jména, ačkoliv současní autoři je označují jako palm and flower beetles (brouci palem a květin).